# ダーク・ヴラグ
ダーク・ジョン・ヴラグ（Dirk John Vlug, 1916年8月20日 - 1996年6月26日）は、アメリカ合衆国の軍人。アメリカ陸軍の軍人として第二次世界大戦に従軍した。名誉勲章受章者。

## 経歴

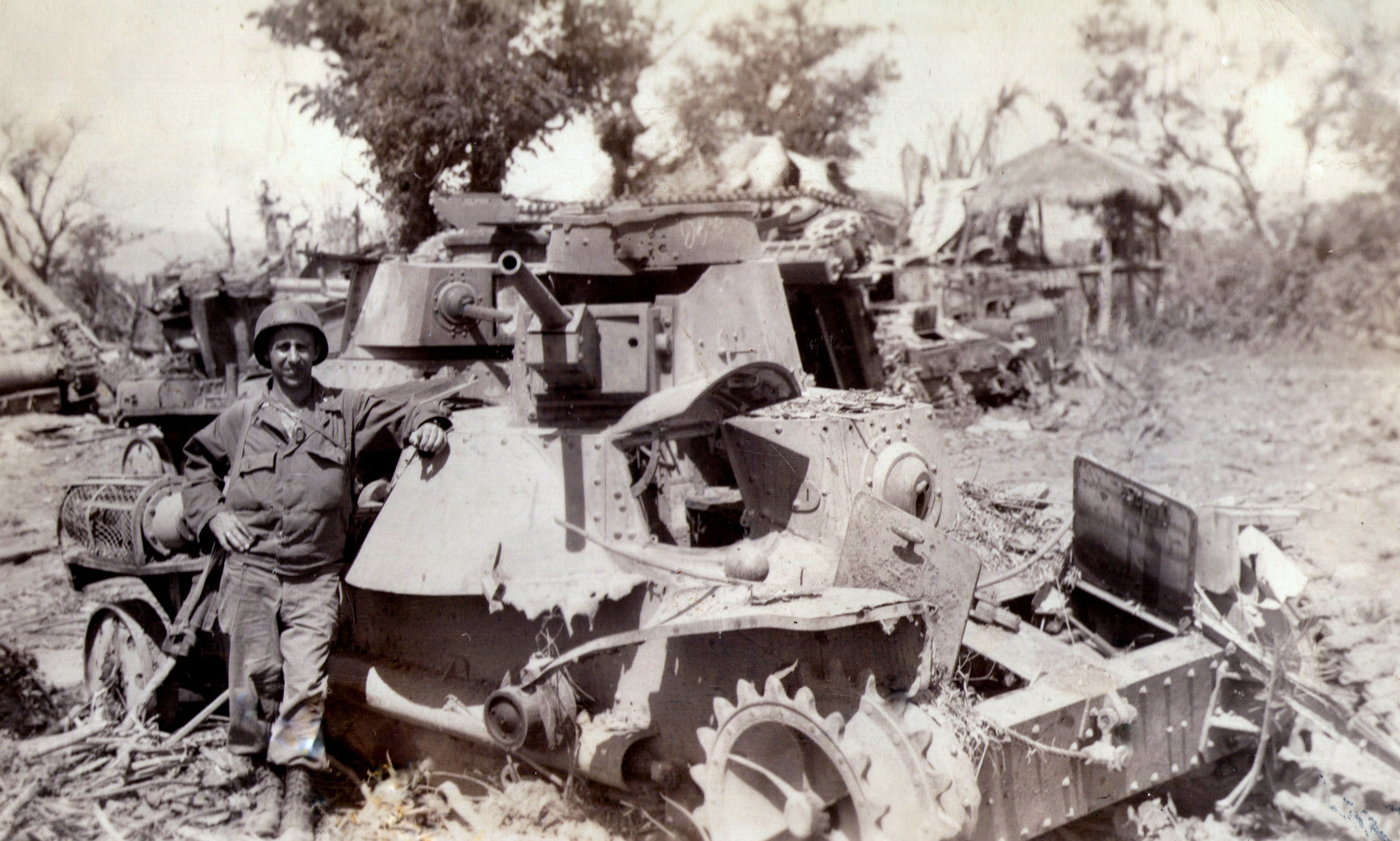
撃破した日本軍戦車（九五式軽戦車）の隣に立つヴラグ

1916年、ミネソタ州メープルレイクにて生を受ける。
1941年4月、ミシガン州グランドラピッズにて陸軍に入隊する。配属先は当時ルイジアナ州のキャンプ・リビングストンに駐屯していた第32歩兵師団第126歩兵連隊だった。1944年12月15日、フィリピン戦線のレイテ島リーモン（Limon）へと派遣されたヴラグ上等兵（Private First Class）は、単独で5両の日本軍戦車を破壊するという戦果を挙げた。
1946年6月26日、ヴラグに対する名誉勲章の授与が行われた。当時、ヴラグは既に陸軍を除隊し、アメリカン・シーティング社（American Seating Co.）の工場で機械操作員として働いていた。彼はグランドスピッズ市民としては最初の名誉勲章受章者だった。
1949年5月よりミシガン州兵に勤務し、1951年1月に曹長（Master Sergeant）として退役した。
1996年、79歳で死去した。遺体はグランドラピッズのグリーンウッド墓地（Greenwood Cemetery）に埋葬された。

## 名誉勲章勲記
ヴラグに授与された名誉勲章の勲記には、次のように記されている。